# Kumba Ialá
Kumba Ialá (Bula, 15 marzo 1953 – Bissau, 4 aprile 2014) è stato un politico guineense.

## Biografia
È stato Presidente della Guinea-Bissau dal febbraio 2000 al settembre 2003.